# جيمس هنري لان (عسكري)
جيمس هنري لان (بالإنجليزية: James Henry Lane)‏ هو عسكري أمريكي، ولد في 28 يوليو 1833 في Mathews, Virginia ‏ في الولايات المتحدة، وتوفي في 21 سبتمبر 1907 في أوبورن في الولايات المتحدة.